# Nancy Storace
Anna Selina Storace, más conocida como Nancy Storace (Londres, 27 de octubre de 1765–Dulwich, 24 de agosto de 1817) fue una soprano inglesa. Era hermana del compositor Stephen Storace. 

## Biografía

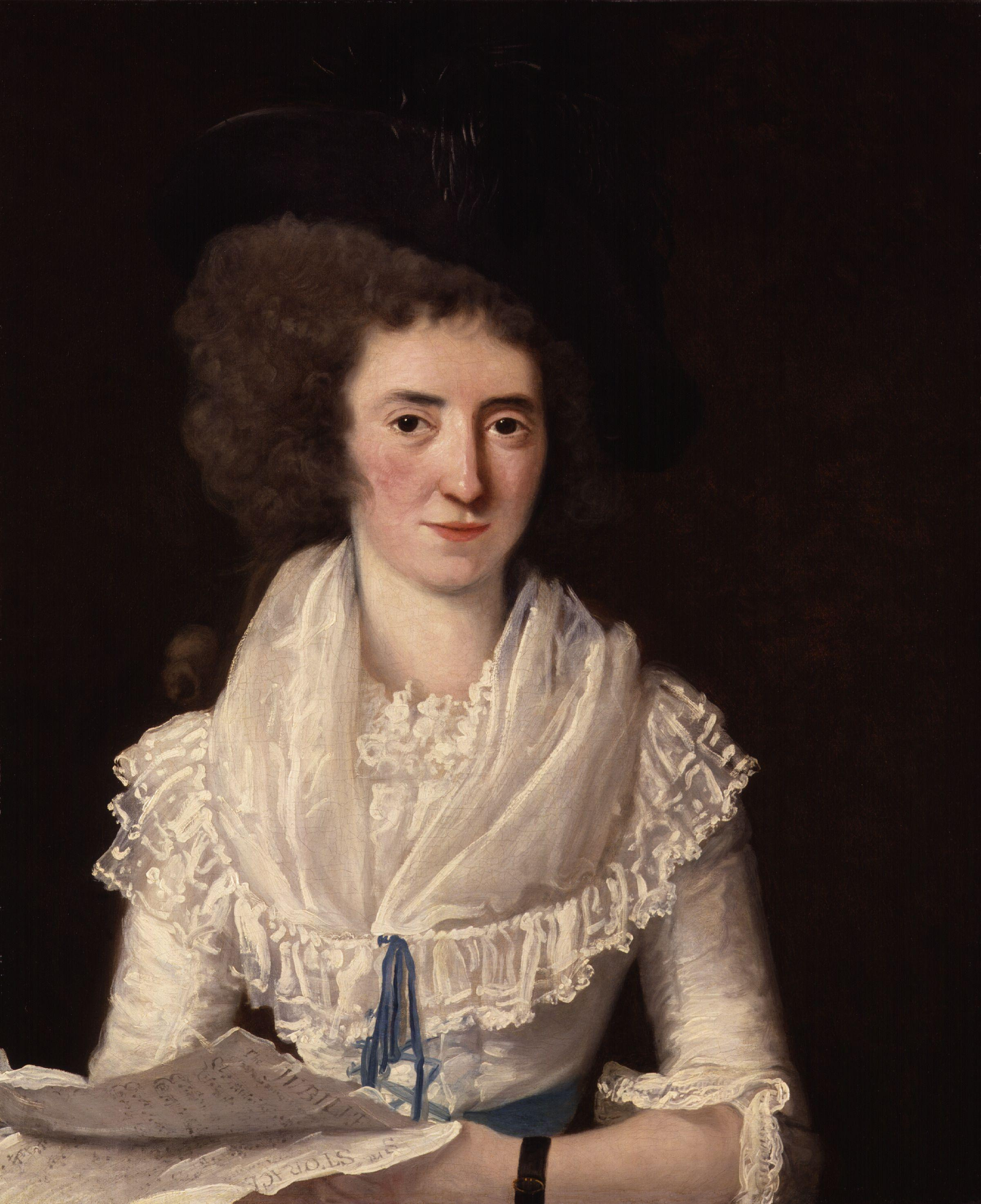
Nancy Storace retratada por Benjamin Van der Gucht

Era hija del contrabajista napolitano Stefano Storace y de Elizabeth Trusler. Debutó a los diez años en el papel de Cupido en la ópera Le ali d'amore, de Venanzio Rauzzini, que era su maestro de canto. A los quince, en Florencia, aventajó en voz al castrato Luigi Marchesi, ante cuya rivalidad tuvo que marcharse. En 1782 actuó en La Scala de Milán, en las óperas Il pittore parigino, de Domenico Cimarosa, y Fra i due litiganti, de Giuseppe Sarti.
En 1783 se instaló con su hermano en Viena, donde entablaron amistad con Mozart. Al compositor austríaco le impactó su voz, por lo que empezó a escribir un papel para ella en su ópera Lo sposo deluso, que dejó inacabada. Finalmente compuso para ella el papel de Susanna en Le Nozze di Figaro (1786), con el que obtuvo un gran éxito, el mayor de su carrera. Mozart le dedicó su aria de concierto Ch'io mi scordi di te? (KV 505).
En Viena se casó con el violinista inglés John Abraham Fisher, que fue expulsado de la ciudad por los maltratos que le infligía.
En 1789 volvió con su hermano a Inglaterra, donde trabajó en el teatro Drury Lane de Londres, actuando en todas las óperas de su hermano hasta el fallecimiento de este en 1796. Entre 1801 y 1808, año de su retiro, actuó en el Covent Garden de Londres.